# Peña Ten
Peña Ten, de 2142 m s. n. m. de altitud, es una montaña española de la cordillera Cantábrica, situada en el límite interprovincial de León —municipio de Burón— y Asturias —concejo de Ponga—. Es una de las cumbres emblemáticas de la montaña de Riaño y de Ponga, y una de las más visitadas de toda la montaña leonesa y asturiana.

## Localización

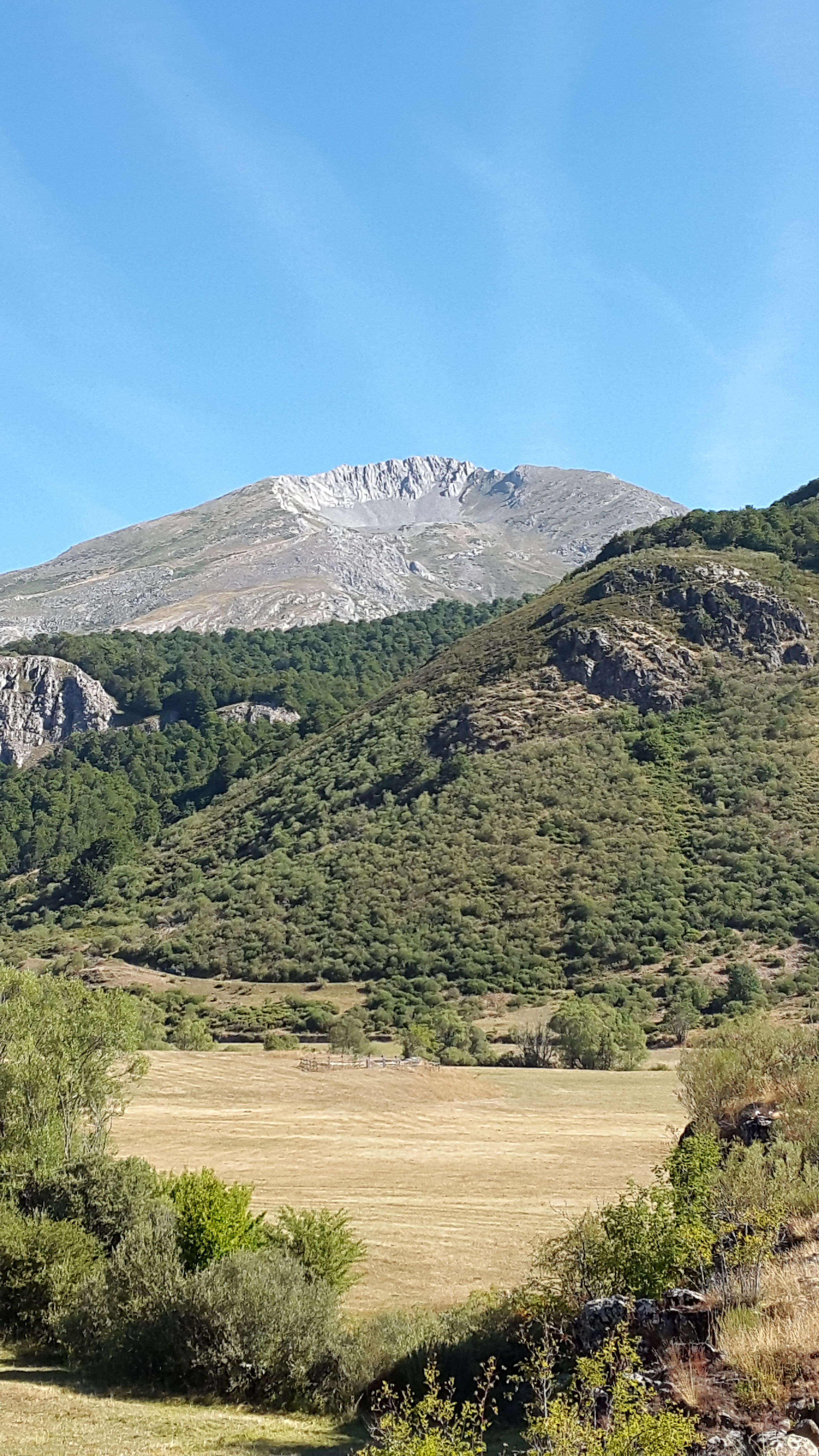
La peña Ten desde la vega de Riosol

La Peña Ten está situada al norte de la localidad leonesa de La Uña, siendo en su vertiente leonesa parte del parque regional montaña de Riaño y Mampodre (antes parque regional de los picos de Europa). En su vertiente asturiana se encuentra al sur de Sobrefoz, entre los caserío de Ventaniella y Arcenorio, dentro del parque natural de Ponga.
Su cumbre es un estupendo mirador, desde donde se puede admirar los cercanos picos del macizo del Mampodre, los vecinos Picos de Europa y la montaña Palentina.

## Características

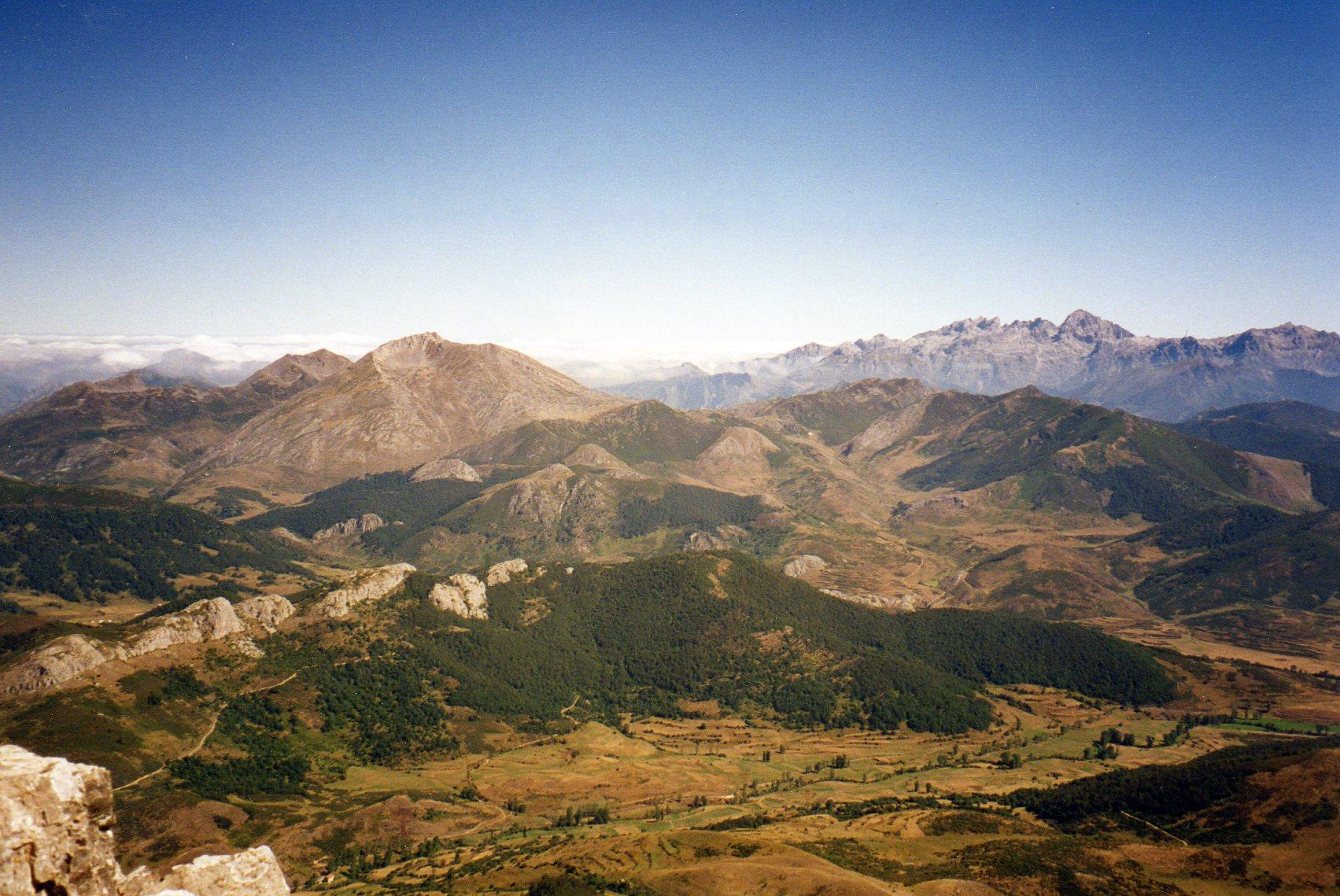
A la izquierda, peña Ten, con su hoya y pedriza características, y Pileñes detrás. Al fondo, a la derecha, los Picos de Europa.

Se trata de una mole de piedra caliza, tapizada en su faldas por las pradería del valle de Valdosín en León y de Arcenorio en Asturias.
Su ladera noreste está surcada por un farallón vertical, hacia la Vegadona y Arcenorio. La laderas meridional y occidental son menos accidentadas topográficamente, aunque con fuerte pendiente. La collada del Cardal o de las Arriondas (1746 m s. n. m.) al norte la separa de Peña Pileñes, su hermana pequeña (2012 m s. n. m.). La ladera oriental, a través del puerto de la Fonfría, la enlaza con peña Mora (1876 m s. n. m.) y la sierra de Carcedo.

## Historia

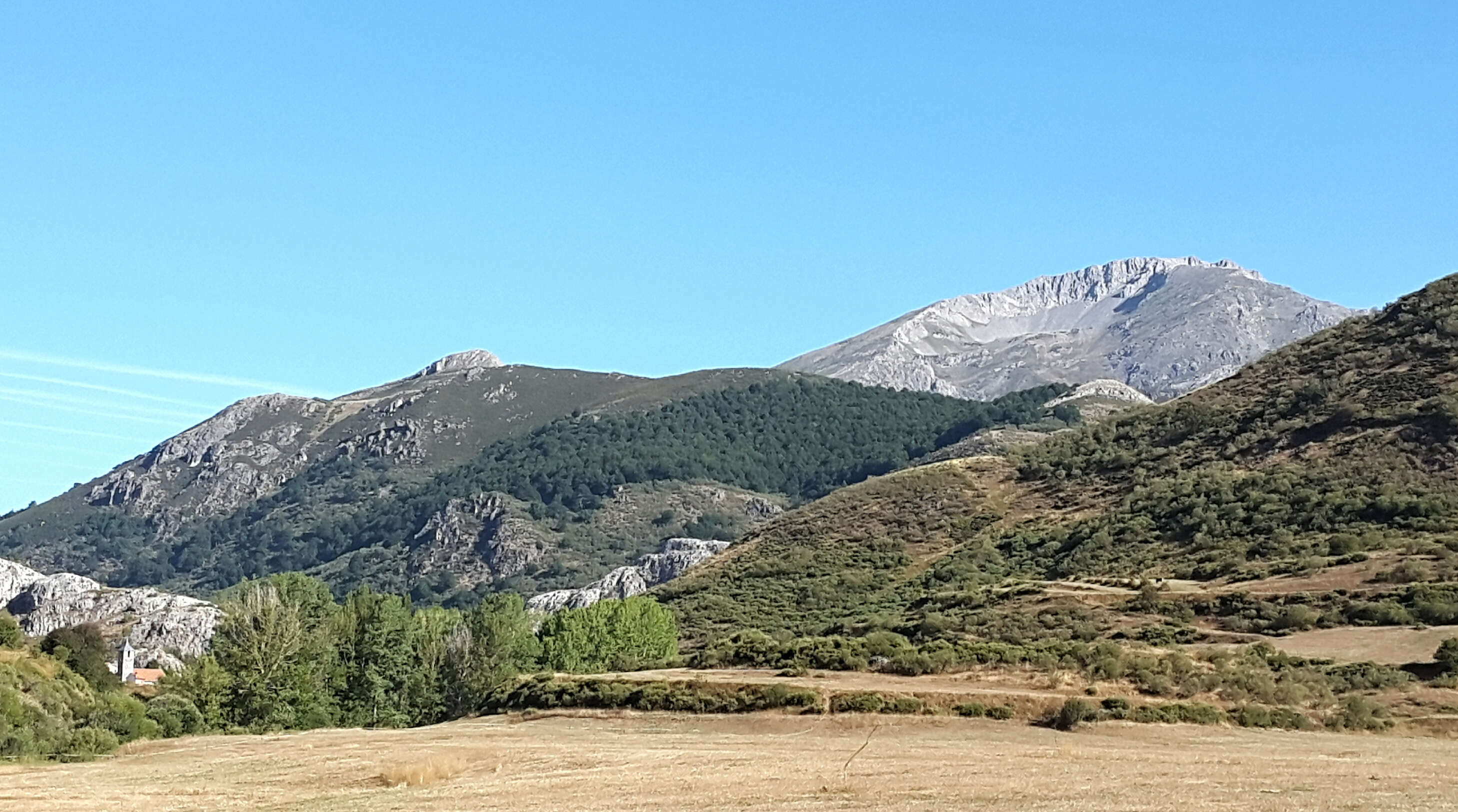
Peña Ten y La Uña desde la vega Lloso

En la zona leonesa en el valle de Valdosín se conservan restos prehistóricos en la zona del Cantil, así como el megalito de la Uña. Por el valle de Valdosín y el puerto de Ventaniella se piensa que cruzaba una calzada romana que enlazaba la zona de Valdeburón con la de Ponga.
Los puertos de montaña de la zona de la Peña Ten eran apreciados por sus pastos por las ganaderías de ovejas merinas trashumantes para pasar los meses de verano. Así la vertiente leonesa de la Peña Ten tenía varias majadas, hoy en desuso: la majada de la Castellana, el Cantil, la majada de las Corvas, la majada de la Horcada, etc. En estos puertos tiene su inicio la Cañada Real Leonesa Oriental.

## Flora y fauna

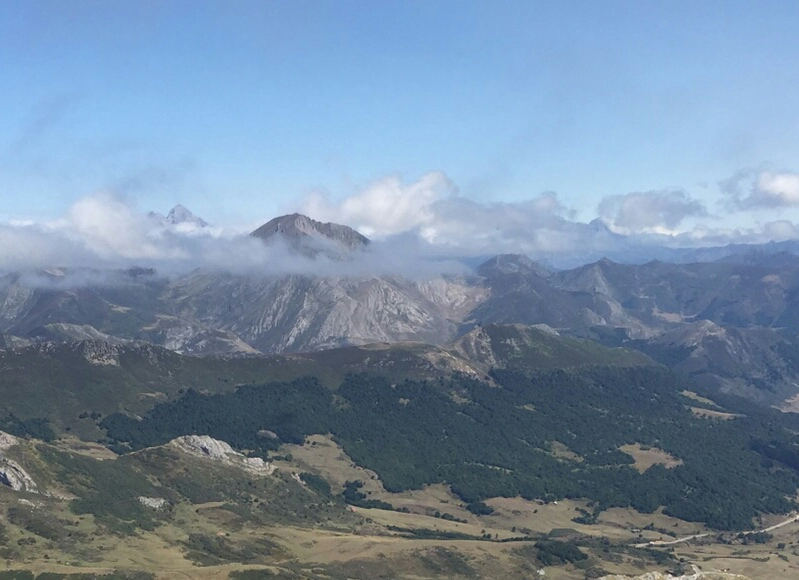
Peña Ten desde el pico Lago

Enclavada en plena Cordillera Cantábrica, la flora y fauna es, en líneas generales, la de estos territorios calcáreos. En los valles y cubetas, vestigios del intenso glaciarismo que esculpió estas cumbres, y donde el suelo tiene profundidad, el pastizal, mantenido por el pastoreo, es bueno y apreciado para el pasto de vacas y yeguas. Los bosque de hayas y robles albares son los predominantes, dando paso a rebollares en el sector meridional del valle, encontrándose también tejos y acebos en la zona baja del valle. Los matorrales predominantes son brezales, piornales, y escobales en las zonas silíceas, mientras que las laderas calcáreas se cubren de aulagares. Ya en el piso subalpino, entre el roquedo, se observa un pastizal más ralo, adaptado a las duras condiciones ambientales, donde dominan las gramíneas, y que hace años era utilizado por las ovejas merinas, en los puertos de montaña de las Corvas, el Cantil o la Castellana. 
En cuanto a la fauna, en el valle está presente una excepcional comunidad de especies propias del ámbito atlántico y de la alta montaña cantábrica. Las especies emblemáticas del Parque Regional de los Picos de Europa son el oso pardo y el urogallo. Otras especies significativas son el rebeco, el corzo y el venado, el lobo, la marta, la liebre del piornal, la nutria y el desmán ibérico. Entre las aves nos encontramos a la perdiz pardilla, al pico mediano, el picamaderos negro, el treparriscos, el roquero rojo, el gorrión alpino y las chovas piquirroja y piquigualda. Junto a ellos está presente una rica comunidad de rapaces como el águila real, águila culebrera, abejero europeo, alimoche y buitre leonado. Entre los invertebrados podemos encontrar la mariposa apolo, la hormiguera oscura, la Rosalía alpina —un tipo de escarabajo—  o el ciervo volante.

## Rutas

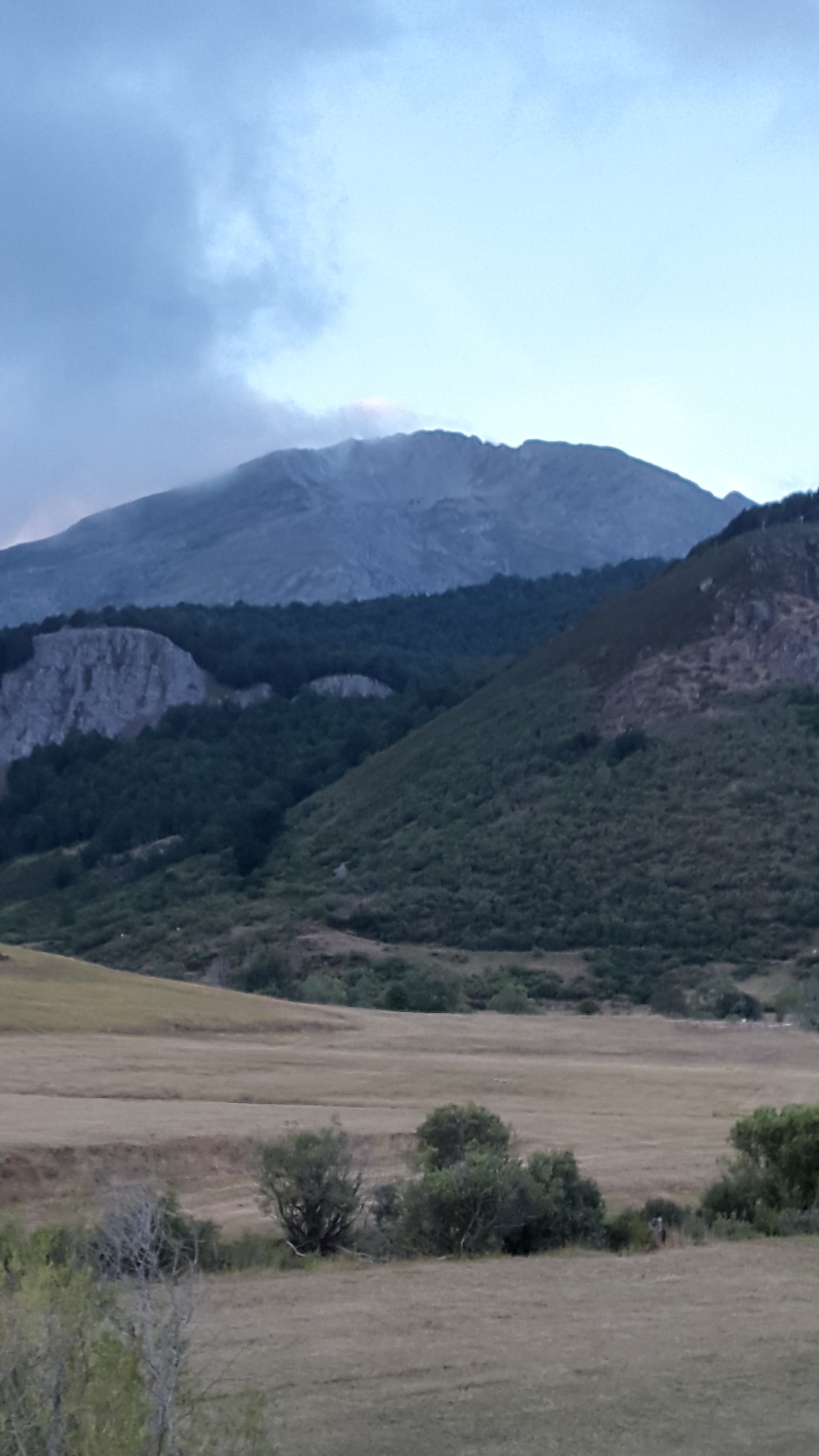
Peña Ten desde el área recreativa de los Carbellares

- desde la localidad leonesa de La Uña, hay tres rutas principales:[2][3]
  - La Uña → carretera del puerto de Tarna → fuente de la Turriente → valle de Valdosín → ascenso a peña Ten, bien de modo directo por el cantil  o desde la collada del Cardal.
  - La Uña → Las Vallinas → La Horcada → sierra El Cuende → Las Corvas → ascenso a peña Ten.
  - La Uña → campos de María → Carcedo → puerto de la Fonfría → ascenso a peña Ten.

- desde Asturias son dos las posibilidades principales:
  - por Ventaniella: Sobrefoz → caserío de Ventaniella → majada del Xerru → puerto de Ventaniella (1420 m.) → arroyo de la Castellana → collada del Cardal o de las Arriondas (1746 m.) → ascenso a peña Ten.
  - por Arcenorio, por el denominado “camín de los Arrieros”: San Juan de Beleño → Les Bedules → collada Granceno → pradería de Vegadona → collada Guaranga → Arcenorio. Desde la ermita de Arcenorio se puede ir directamente a la collada del Cardal o de Arriondas (1746 m s. n. m.). O por la Vegadona subir al puerto de la Fonfría (1640 m s. n. m.) y de allí a la peña Ten.[4]